# Major Taylor
Major Taylor, all'anagrafe Marshall Walter Taylor (Indianapolis, 26 novembre 1878 – Chicago, 21 giugno 1932), è stato un pistard statunitense.
Professionista dal 1896 al 1910, vinse il titolo mondiale di velocità nel 1899, sulla distanza del miglio.
Molto popolare tra fine XIX secolo e inizio XX secolo sia in Nord America che in Europa (nel 1903 e nel 1911 fu anche ritratto in copertina dalla rivista italiana La Stampa Sportiva), si affermò come uno dei primi sportivi afroamericani a ottenere successi a livello mondiale.

## Palmarès
- 1899

Campionati del mondo, Velocità
- 1900

Campionati statunitensi, Velocità

## Piazzamenti

### Competizioni mondiali
- Campionati del mondo

Montréal 1899 - Velocità: vincitore